# Histiotus humboldti
Histiotus humboldti är en fladdermus i familjen läderlappar som förekommer i norra Sydamerika. Artepitet i det vetenskapliga namnet hedrar Alexander von Humboldt.
Fladdermusen har ungefär samma utseende som andra släktmedlemmar men den är med en underarmlängd av upp till 47 mm mindre och djurets skalle är inte lika robust som hos andra Histiotus-arter. Dessutom har arten en kortare och bredare tragus i örat. Pälsen på ovansidan bildas av hår som är svarta nära roten och annars bruna. Undersidans hår har en blek brungrå bas och ljusbruna spetsar. Några exemplar som undersöktes vid artens beskrivning var med svans 106 till 110 mm långa och svanskotorna var tillsammans 47 till 52 mm långa. Histiotus humboldti har enligt dessa mätningar 9 till 11 mm långa bakfötter, 28 till 32 mm långa öron och 45,5 till 46,9 mm långa underarmar. Två individer vägde 9,5 respektive 11,5 g. Artens tandformel är I 2/3 C 1/1 P 1/2 M 3/3, alltså 32 tänder.
Arten har flera från varandra skilda populationer i bergstrakter i Colombia och Venezuela. Den lever i regioner som ligger 1500 till 2600 meter över havet. Histiotus humboldti är vanligast i gränsområdet mellan molnskogar och den alpina buskstäppen páramo. Regionen är täckt av fuktiga bergsskogar.
Denna fladdermus jagar insekter.
IUCN saknar data för att bestämma artens hotstatus och listar Histiotus humboldti med kunskapsbrist (DD).